# Plumorsolus
Plumorsolus – wymarły rodzaj pająków z podrzędu Opisthothelae i rodziny Plumorsolidae. Obejmuje tylko jeden wczesnokredowy gatunek, P. gondwanensis, którego inkluzje znaleziono w bursztynie libańskim.
Rodzaj i jego gatunek typowy opisane zostały po raz pierwszy w 2008 roku przez Jörga Wunderlicha na łamach „Beiträge zur Araneologie”. Opisu dokonano na podstawie inkluzji dwóch okazów w bursztynie libańskim, datowanych na późny barrem lub wczesny apt w kredzie. Odnaleziono ją w Mdejridż w okolicy Hammany w muhafazie Dżabal Lubnan w Libanie.
Znane okazy rodzaju mają od 1,9 do 2,5 mm długości ciała przy prosomie długości od 1 do 1,2 mm i prawdopodobnie są młodocianymi samicami. Prosoma była dłuższa niż szeroka, zaopatrzona w trzy pary oczu, z których środkowe niemal stykały się ze sobą. Nadustek ustawiony był pionowo. Szczękoczułki miały po dwa zęby na przedniej i tylnej krawędzi bruzdy oraz pozbawione były elementów aparatu strydulacyjnego. Szczęki ustawione były prawie równolegle. Sternum było znacznie dłuższe niż szersze. Nogogłaszczki wieńczył smukły, dość długi pazurek. Smukłe i stosunkowo długie odnóża odznaczały się obecnością licznych szczecinek pierzastych i cienkich, niepodzielonych włosków. Trichobotria występowały na nadstopiach, ale nie na stopach. Te ostatnie wieńczyły dwa pazurki, każdy z pojedynczym szeregiem co najmniej ośmiu długich zębów. Przypazurkowe kępki tworzone były przez włoski grube, ale nie szpatułkowate. Walcowatą opistosomę (odwłok) porastało krótkie owłosienie. Kądziołki przędne wszystkich par były stosunkowo krótkie.